# Хендрик Антон Лоренц
Хендрик Антон Лоренц (хол. Hendrik Antoon Lorentz; Арнхем, 18. јул 1853 — Харлем, 4. фебруар 1928) холандски је физичар који је развио електромагнетну теорију светлости. Проучавао дифракцију светлости у кристалима, бинарне гасове и први прорачунао цепање у магнетском пољу синглета спектралних линија у три компоненте (Лоренцов принцип).
Добио је Нобелову награду за физику 1902. „за откриће утицаја магнетизма на појаве у вези са зрачењем”. Постао је страни члан Краљевског друштва 1905. године, које га је наградило својом Румфордовом медаљом 1908. године, као и Коплијевом медаљом 1918. године.
Према биографији коју је објавила Нобелова фондација, „може се рећи да су сви теоријски физичари Лоренца сматрали водећим светским духом, који је завршио оно што су његови претходници оставили недовршеним и припремио је терен за плодоносно примање нових идеја заснованих на квантној теорији”. Добио је многе друге почасти и одликовања, укључујући и мандат председавајућег Међународног комитета за интелектуалну сарадњу, претече Унеска, између 1925. и 1928. године.
Ајнштајн је општом теоријом релативности бацио у сенку Лоренцове трансформације којима се изражава однос простора и времена при релативистичким брзинама. Међутим, специјална теорија релативности настала је из Лоренцових трансформација. По њему су названи и следећи појмови из физике: Лоренцова сила, Лоренцова инваријантност, Лоренцова коваријантност.

## Животопис
У својим теоријским радовима Лоренц је објаснио готово све електромагнетске појаве познате у то доба. Изворно је применио Максвелове једначине на само једно електромагнетно поље у празноме простору (етеру, како се у то доба сматрало), што га стварају такозвани атомски електрични набоји (електрони и јони). Изузетак је био славни Мајкелсон—Морлијев експеримент и његов нулти резултат (непостојање етра), који се без додатних претпоставки (постулата) није могао објаснити. Лоренцова теорија (модел) електронске структуре материје на нивоу атомских величина уродила је електродинамичким последицама: Лоренц-Фицџералдовом контракцијом дужине тела у смеру кретања за посматрача у мировању. Максвелове једначине у празном простору по Лоренцу вреде за посебни координатни систем који се од осталих разликује својим стањем мировања. Лоренц је такође истраживао бинарне смесе плинова, код којих је маса молекула једног много већа од масе молекула другог гаса. Резултате је применио на слободне електроне у металу (Лоренцов електронски гас), што је претеча савршенијем Фермијевом моделу електронског гаса. Он је први израчунао ширење интерференцијских максимума при дифракцији светлости у кристалима (Лоренцов фактор). Лоренц је такође открио да је за многе метале однос топлотне проводљивости λ и електричне проводљивости σ приближно исти и да се споро мења с апсолутном температуром T (Лоренцов број L = (λ/σ)· T).

### Детињство и младост
Х. А. Лоренц рођен је у Арнхему, Гелдерланд (Холандија), као син Герита Фредерика Лоренца (1822–1893) и Гертруиде ван Гинкел (1826–1861). Након мајчине смрти 1862, његов се отац оженио Лубертом Хупкес. Иако је одгајен као протестант, Хендрик Лоренц је по религијском уверењу био слободни мислилац. Од 1866. до 1869. похађао је школу „Хогер Бергер” у Арнхему, нови тип школе недавно установљен од стране Ј. Р. Торбекеја. Његови су резултати у школи били изврсни, а бриљирао је у научним предметима, енглеском, француском и немачком. Године 1870, положио је класичне језике, који су били предуслов за примање на универзитет.

### Научна каријера
Лоренц је студирао физику и математику на Универзитету у Лајдену, где је био под јаким утицајем његовог професора астрономије Ф. Кајзера, који га је усмерио на каријеру у физици. Након дипломирања, вратио се 1871. у Арнхем, где је предавао математику у школи, и наставио да студира у Леидену. Године 1875. Лоренц стиче докторат под менторством П. Ријкеа с радом „хол. Over de theorie der terugkaatsing en breking van het licht” (О теорији о рефлексији и рефракцији светлости), у којој је прерадио Максвелову електромагнетну теорију.
Осим што је био универзитетски професор у Лајдену, био је и директор истраживачког института у Харлему. Својим радовима много је придонио развоју електромагнетске теорије и познавању структуре материје. Проучавао је појаве код наелектрисаних тела у кретању и поставио основу за специјалну теорију релативности. Први је израчунао ширење интерференцијских максимума код лома светлости у кристалима (Лоренцов фактор). Проучавао је бинарне плинове у којих је маса молекула једног плина много већа од масе од масе молекула другог плина (Лоренцов плин) и резултате применио на теорију електрона у металу. Године 1902. добио је Нобелову награду за физику с П. Земаном с којим је открио и на основу класичне теорије први прорачунао цепање синглетних спектралних линија у три компоненте (Лоренцов триплет) у спољном магнетном пољу (нормални Земанов ефекат).

### Лоренцове трансформације
Лоренцове трансформације (по Х. А. Лоренцу) су алгебарске линеарне релације које повезују координате (x, y, z, t) неког физичког догађаја у мирноме систему S (x, y, z, t) с припадајућим координатама (x', y', z', t' ) у систему S' (x', y', z', t' ) који се према систему S креће уздуж осе x сталном брзином v. Оне се данас изводе, доказују и тумаче из два постулата Ајнштајнове посебне теорије релативности (1905): 
1. постулата о константности брзине светлости c у свим инерцијским системима без обзира на брзину система, извора или детектора светлости, те
2. постулата коваријантности да природни закони морају имати исти облик у свим инерцијским системима.

Полазећи од тога да светлосни сигнали (фотони) путују брзином c у оба система и да се праволинијска кретања из једнога, као таква, виде и у другом систему и обратно (x = c∙t i x' = c∙t'), као и од начела релативности (замене улоге система S и S' и координата у њима), добијају се уз одговарајући алгебарски формализам Лоренцове трансформације у облику:
{\displaystyle t'=\gamma \cdot (t-{\frac {v}{c^{2}}}\cdot x)}
{\displaystyle x'=\gamma \cdot (x-v\cdot t)}
{\displaystyle y'=y}
{\displaystyle z'=z}
где је γ уобичајено назива Лоренцовим фактором и вреди:
{\displaystyle \gamma ={\frac {1}{\sqrt {1-{\frac {v^{2}}{c^{2}}}}}}={\frac {1}{\sqrt {1-\beta ^{2}}}}}
Обратне (инверзне) трансформације добијају се заменом v s –v у већ написаним односима, на пример: {\displaystyle x=\gamma \cdot (x'+v\cdot t')} или {\displaystyle y=y'} ... и тако даље). Једна је од темељних симетрија у физици инваријантност физичких закона на Лоренцове трансформације (релативистичка инваријантност): једначине физике у сваком теоретском покушају требају да имају исти облик у свим инерцијским системима. У модерној физици елементарних честица, инваријантност се генерално постиже записом величина и једначина у 4-векторској формулацији, по узору на 4 координате простор–времена у посебној теорији релативности.